# Gastrotheca lojana
Gastrotheca lojana es una especie de anfibio anuro de la familia Hemiphractidae.

## Distribución geográfica
Esta especie es endémica de la provincia de Loja en Ecuador.

## Etimología
El nombre de la especie le fue dado en referencia al lugar de su descubrimiento, la provincia de Loja.

## Publicación original
- Parker, 1932: Some new or rare reptiles and amphibians from southern Ecuador. Annals and Magazine of Natural History, sér. 10, vol. 9, p. 21–26.[3]